# Ponticola syrman
Ponticola syrman är en fiskart som först beskrevs av Nordmann, 1840.  Ponticola syrman ingår i släktet Ponticola och familjen smörbultsfiskar. IUCN kategoriserar arten globalt som livskraftig. Inga underarter finns listade i Catalogue of Life.